# Autumn (film, 2009)
Pour les articles homonymes, voir Autumn.
Pour plus de détails, voir Fiche technique et Distribution.
Autumn au Canada, ou Autumn - Fin du monde en France, est un film canadien réalisé par Steven Rumbelow, tourné en 2009.
L'histoire est une adaptation du roman éponyme de David Moody.

## Synopsis
En quelques jours, une épidémie a tué des milliards d'individus. Dans les villes désertes, les rares survivants s'entraident, mais ils ne sont pas seuls. Des mutants ont survécu, sorte de morts-vivants intelligents, organisés et terriblement agressifs. Ceux-ci sont attirés par le bruit et la lumière. Les humains n'ont qu'une issue, vivre dans la nuit et le silence.

## Fiche technique
- Titre canadien : Autumn
- Titre français: Autumn - Fin du monde
- Titre original : Autumn
- Réalisation : Steven Rumbelow
- Scénario : Steven Rumbelow, d'après David Moody
- Lieu de tournage : Hamilton et Toronto, Ontario, Canada
- Pays d'origine : Canada
- Genre : Horreur
- Durée : 110 minutes
- Date de sortie : 30 mai 2009 - Canada
- Film classé R lors de sa sortie aux USA

## Distribution
- Dexter Fletcher : Michael
- Dickon Tolson : Carl
- Lara Kamenov : Emma
- Anton Brejak : Kyle
- David Carradine : Philip
- Jay Ould : le clown